# Cetshwayo
Cetshwayo kaMpande (Babanango, ca. 1826 – Eshowe, 8 februari 1884) was van 1872 tot 1879 koning van de Zoeloes en het Zoeloekoninkrijk. Hij was de Zoeloeleider tijdens de Zoeloe-oorlog.

## Biografie
Cetshwayo was de zoon van koning Mpande, een halfbroer van Shaka en Dingane. Hij volgde zijn vader op na diens dood in 1872. Sir Theophilus Shepstone, de secretaris van inheemse zaken in Natal, was bij zijn kroning aanwezig.
Zoals gebruikelijk voor Zoeloekoningen stichtte hij zijn eigen hoofdstad, genaamd Ulundi. Hij begon met het moderniseren van zijn leger door het introduceren van vuurwapens. Grensconflicten met Natal leidden uiteindelijk in 1879 tot de Zoeloe-oorlog met het Verenigd Koninkrijk.

### Zoeloe-oorlog
Tijdens de Zoeloe-oorlog heeft het Britse Rijk een vernederende nederlaag bij de Slag bij Isandlwana moeten doormaken, waarmee de reputatie van de Zoeloes als krijgersvolk wereldwijd gevestigd werd. De oorlog werd echter toch verloren door de Zoeloes en Ulundi werd verbrand, waarna Cetshwayo gevangen werd genomen. Dit betekende het einde van het Zoeloekoninkrijk, dat door het Britse Rijk werd geannexeerd. Cetshwayo verbleef enkele jaren in Kaapstad en Londen (waar hij op audiëntie ging bij koningin Victoria) en keerde terug naar Zoeloeland in 1883.
Terug in zijn voormalige koninkrijk stond hem een burgeroorlog te wachten, waarop hij vluchtte naar Eshowe. Hij overleed hier in 1884 en werd opgevolgd door zijn zoon Dinuzulu.
Mnguni · Nkosinkulu · Mdlani · Luzumana · Malandela · Ntombela · Zulu · Gumede · Phunga · Mageba · Ndaba · Jama · Senzangakhona · Shaka · Dingane · Mpande · Cetshwayo · Dinuzulu · Solomon · Cyprian · Goodwill · Misuzulu